# 圣梅里
圣梅里（法語：Saint-Méry，法語發音：[sɛ̃ meʁi] ⓘ）是法国塞纳-马恩省的一个市镇，属于默伦区。

## 地理
圣梅里（48°34'39"N, 2°49'34"E）面积9.94 平方千米，位于法国法蘭西島大區塞纳-马恩省，该省份为法国北部内陆省份，北起瓦兹省，西接埃松省、马恩河谷省、塞纳-圣但尼省和瓦兹河谷省，南至卢瓦雷省，东南接约讷省，东临马恩省和奥布省，东北接埃纳省。
与圣梅里接壤的市镇（或旧市镇、城区）包括：莫尔芒、布朗迪、邦邦、尚波、拉沙佩勒戈捷、沙蒂永-拉博尔德。

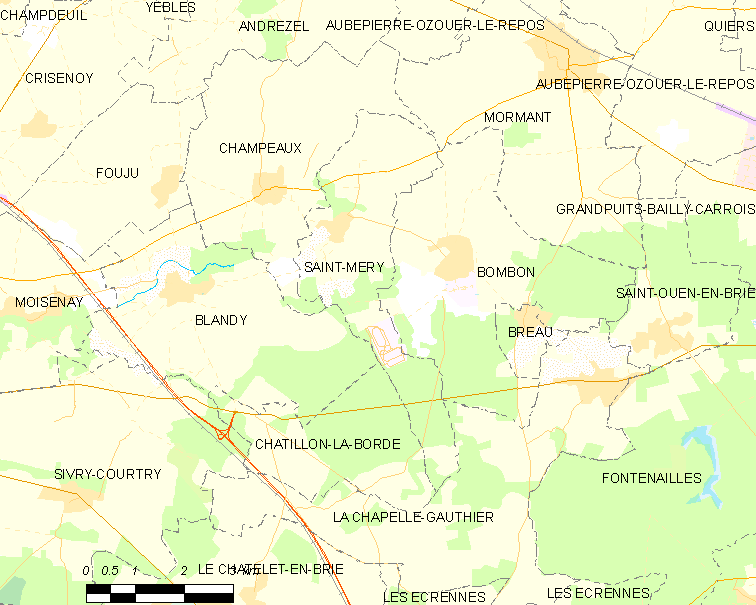
圣梅里的OSM定位图

圣梅里的时区为UTC+01:00、UTC+02:00（夏令时）。

## 行政
圣梅里的邮政编码为77720，INSEE市镇编码为77426。

## 政治
圣梅里所属的省级选区为楠日县。

## 人口

1962-2008年间圣梅里人口变化图示

圣梅里于2022年1月1日时的人口数量为333人。